# Kaköhl
Kaköhl ist ein Dorf der Gemeinde Blekendorf in Schleswig-Holstein.

## Geographie
Das Dorf liegt 2,2 km nordnordöstlich von Blekendorf.

## Ur- und Frühgeschichte
Die Großsteingräber bei Kaköhl befinden sich 2 km östlich des Dorfes, nahe dem Wohnplatz Buschkate, ca. 200 m südlich der Bundesstraße 202. Sie bestehen aus drei Megalithanlagen aus der Zeit um 2800 v. Chr. und stehen seit 1967 unter Denkmalschutz.

## Geschichte
Im Jahr 1287 wurde Kaköhl (ältere Schreibweise Kukole) Gottschalck v. Helmerickestorp (Helmstorf) an das St.-Johannis-Kloster in Lübeck verkauft. Seitdem gehörte zu den sogenannten Lübecker Stadtstiftsdörfern, die verstreut in Holstein und Mecklenburg zum Teil in erheblicher Entfernung zur Stadt Lübeck lagen, während alle Dörfer in unmittelbarer Nähe von Kaköhl zu den Gutsbezirken Futterkamp oder Kletkamp gehörten. Kaköhl hatte zusätzlich eine besondere Stellung, weil keines der anderen Stadtstiftsdörfer in der Nähe lag. Alle Dörfer, die ebenfalls zur Gutsherrschaft des St. Johannis Klosters gehörten – wie die im heutigen Kreis Ostholstein gelegenen Dörfer Dazendorf, Kembs (Gremersdorf) und Sulsdorf (Gremersdorf) sowie Heringsdorf, Klötzin und Rellin in der Gemeinde Heringsdorf – lagen mehr als 20 Kilometer von Kaköhl entfernt. Ein Gerichtshalter war für Kaköhl und acht andere Stadtstiftsdörfer zuständig.
Der jahrhundertelange Unterschied in der Gutsherrschaft hatte eine andere Sozialstruktur zur Folge. Die Herrschaft der lübischen Klöster galt als weit weniger bedrückend und die persönliche Freiheit der Bewohner einschränkend, als die Herrschaft der adligen, vor Ort ansässigen Gutsherren. Auch Kaköhl war weitgehend landwirtschaftlich geprägt, aber auch ein Krüger, ein Höker, eine Schmiede und viele Handwerker waren 1855 in diesem „ansehlichen Dorf“ ansässig. Bis zum 18. Jahrhundert hatten dänische Pferdehändler, die im nahe gelegenen Hohwacht ankamen, in Kaköhl ihre Handelsstation, von der aus sie Pferde in der Umgebung verkauften. 1855 hatte Kaköhl 303 Einwohner, es gab eine Schule mit 80 Kindern und auch eine Hebamme wohnte im Dorf.
Bis 1806 war die Stadt Lübeck der Landesherr des Dorfes. Zu Beginn des Jahres 1802 kam es zwischen Dänemark-Holstein und Lübeck zu einem Vergleich, der 1806 vollzogen wurde. Teil dieses Vergleichs war, dass die elf Dörfer des St. Johannisklosters im Rahmen eines Gebietstausches an Holstein fielen. Damit war ein Wechsel der Landesherrschaft vollzogen, die Aufhebung der Stiftsdörfer als eigenem Gutsbezirke (mit Gemeindefunktion) erfolgte aber erst 1867.
Von 1867 bis 1938 war Kaköhl eine eigenständige Landgemeinde. Am 30. September 1928 wurden kleinere Teile des ehemaligen Gutsbezirks Kletkamp der Gemeinde Kaköhl angegliedert. Bei der durch einen Erlass des Oberpräsidenten 1938 erfolgten Zusammenlegung der drei Gemeinden Blekendorf, Nessendorf und Kaköhl war zunächst Kaköhl als Name der neuen Gemeinde vorgeschlagen worden. Die Begründung des Oberpräsidenten zu Gunsten des Namens Blekendorf trug völkische Züge: „Ich habe der neuen Gemeinde den Namen Blekendorf gegeben, weil er vom heimatkundlichen Standpunkt aus betrachtet den niederdeutschen Charakter der Landschaft und ihrer Bewohner schöner bezeichnet als `Kaköhl`.“

## Wirtschaft
Vor allem durch die Nähe des 3,5 km nördlich gelegenen Sehlendorfer Strandes hat der Fremdenverkehr eine erhebliche Bedeutung für Kaköhl. Es gibt mehrere Ferienhäuser und -wohnungen im Dorf.

## Vereine
Die Totengilde Kaköhl von 1723 hatte ursprünglich die Funktion der Vorsorge für den Todesfall. Totengilden waren im 18. und 19. Jahrhundert in Holstein sehr verbreitet. Heute hat die Totengilde Kaköhl vor allem – vergleichbar mit einem Schützenverein – gesellige Funktionen.
Im 1946 gegründeten Sportclub (SC) Kaköhl werden Fußball, Tischtennis und Turnen betrieben.
Der für die gesamte Gemeinde Blekendorf zuständige SPD-Ortsverein trägt den Namen Kaköhl.